# Hydraena verstraeteni
Hydraena verstraeteni är en skalbaggsart som beskrevs av Ferro 1984. Hydraena verstraeteni ingår i släktet Hydraena och familjen vattenbrynsbaggar. Inga underarter finns listade i Catalogue of Life.